# Джинич, Элведин
Элведи́н Джи́нич (словен. Elvedin Džinič; 25 августа 1985, Завидовичи, СР Босния и Герцеговина, СФРЮ) — словенский футболист, защитник клуба «Целе». Выступал в молодёжной сборной Словении.

## Клубная карьера
Элведин Джинич — воспитанник клуба «Марибор», в основном составе дебютировал в 2005 году. За 5 лет выступлений за «Марибор» Джинич, начинавший как резервный защитник, вырос в постоянного игрока основного состава, завоевав с «Марибором» первое место, Кубок и Суперкубок чемпионата Словении.

## Карьера в сборной
В молодёжной сборной Словении Элведин Джинич дебютировал в 2006 году. В 2010 году главный тренер сборной Матьяж Кек включил защитника в число футболистов, вызванных в сборную на чемпионат мира.

## Достижения
- Чемпион Словении: 2008/09
- Обладатель Кубка Словении: 2009/10
- Обладатель Суперкубка Словении: 2009
- Обладатель Кубка Интертото: 2006